# 自由利比亞之聲
自由利比亚之声（阿拉伯语：صوت ليبيا الحرة）是2011年2月开始在班加西、贝达和米苏拉塔等城市进行广播的三个与反卡扎菲部队结盟的电台的名称。他们使用的是在戰爭中缴获的曾經由利比亚民众国广播公司运营的发射机。它们在第一次利比亞內戰中发挥了重要作用，并在卡扎菲倒台后继续广播。 
在第一次利比亞內戰期间，其他反叛分子控制的电台在图卜鲁格、纳鲁特、贾杜、德尔纳和兹利坦等地也有播出。